# Sperberkampf

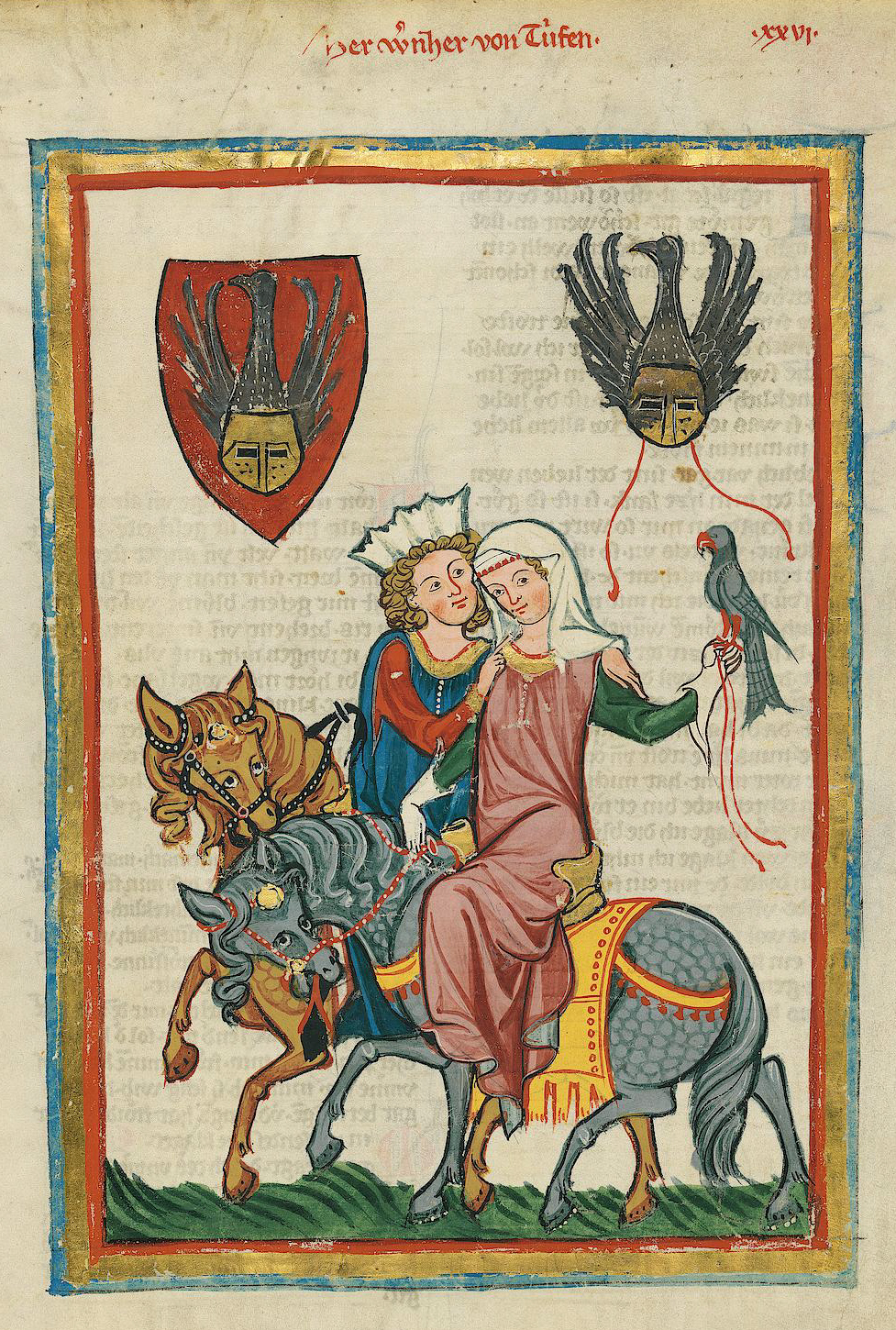
Herr Wernher von Teufen und seine Dame mit dem Falken, Manessische Liederhandschrift, 1305/1315.

Sperberkampf bezeichnet einen Ritterkampf, bei dem der Sieger als Preis einen lebenden Sperber erhielt, mit dem er seine Freundin als die schönste Frau auszeichnete. Der Sperberkampf fand seinen bedeutendsten literarischen Niederschlag in drei Erzählungen aus dem Sagenkreis um König Artus.
- „Erec et Enide“[1] von Chrétien de Troyes, eine altfranzösische Verserzählung, die um 1170 entstand.
- „Erec“[2] von Hartmann von Aue, eine mittelhochdeutsche Verserzählung, die zwischen 1180 und 1190 entstand. „Erec“ ist eine deutsche Adaption von Chrétiens Roman.
- „Gereint fab Erbin“ (Gereint, Erbins Sohn),[3] eine walisische Prosaerzählung in mittelkymrischer Sprache,[4] die auf Chrétiens Erzählung beruht und spätestens gegen Ende des 13. Jahrhunderts erstmals niedergeschrieben wurde.[5]

## Allgemeines
Die Abschnitte Übersicht und Handlung lehnen sich an die Erzählungen von Chrétien und Hartmann an, die in der Sperberkampfepisode weitgehend übereinstimmen. Als Personennamen werden die Namen aus Hartmanns „Erec“ verwendet: Erec, Enite und Iders (bei Chrétien: Erec, Enide, Yder, in „Gereint“: Gereint, Enit, Edern). Die Gereint-Erzählung unterscheidet sich den beiden anderen Erzählungen hauptsächlich dadurch, dass der Sieger der Hirschjagd nicht der schönsten Dame einen Kuss gibt, sondern dass sie den Kopf des erlegten Hirschs erhält.
Die Erzählungen beginnen mit einem Vorspiel, in dem Erecs spätere Frau Enite in einer doppelten Schönheitskür, einer Hirschjagd und einem Sperberkampf, mit dem Ehrenpreis der schönsten Frau ausgezeichnet wird. Das Vorspiel ist bei Chrétien und Hartmann in den Versen 1–1796 enthalten, in „Gereint“ auf den Seiten 177–203.

## Übersicht
Während König Artus nach dem weißen Hirsch jagt, reitet die Königin in Begleitung von Ritter Erec aus. Unterwegs treffen die beiden auf den Ritter Iders. Dessen Zwerg beleidigt Erec durch einen Geißelschlag. Da Erec ohne Rüstung ist, verschiebt er seine Rache und reitet Iders hinterher. Sie gelangen an einen Ort, wo am nächsten Tag der Sperberkampf stattfinden soll. Iders wird vom Burgherrn als Gast empfangen, Erec kommt bei einer verarmten Adelsfamilie im Dorf unter. Er erfährt, dass Iders am nächsten Tag zum dritten Mal den Sperber als Ehrenpreis der schönsten Frau für seine Freundin holen will. Erec beschließt, sich für die Geißelschmach an Iders zu rächen und mit Iders um den Sperber zu kämpfen. Da am Sperberkampf nur Ritter in Begleitung ihrer Freundin teilnehmen dürfen, bittet er seinen Gastgeber um die Hand seiner Tochter Enite und leiht sich bei ihm auch Waffen. Am nächsten Tag besiegt er Iders im Kampf und schenkt den Sperber als Schönheitspreis seiner Verlobten Enite. Sie reiten zusammen an den Hof von König Artus. Da König Artus den weißen Hirsch erlegte, darf er nach altem Recht die schönste der Frauen durch einen Kuss auszeichnen. Er wählt Erecs Freundin Enite aus, eine Wahl, die den Beifall des gesamten Hofs findet.

## Handlung

### Hirschjagd
Am Ostertag hält König Artus Hof in seinem Schloss, „nie zuvor hatte man eine so herrliche Versammlung“ von kühnen Rittern und edlen Damen gesehen. Ehe sich die Gesellschaft auflöst, verkündet der König, er wolle den Rechtsbrauch seines Vaters wiederbeleben: die Jagd nach dem weißen Hirsch. Wer den Hirsch erlegt, muss nach dem Recht die schönste unter den Jungfrauen des Hofes küssen. Einer seiner Ritter rät dem König ab von der Jagd, denn da es fünfhundert junge Damen von hoher Geburt gäbe und jede von ihnen einen tapferen Freund habe, so würde jeder behaupten, seine Freundin sei die schönste, und aus diesen Streitereien könne großes Unheil entstehen. Der König bescheidet ihn: „Das weiß ich wohl; aber deshalb verzichte ich nicht darauf.“

### Geißelschmach
Am nächsten Tag bricht König Artus mit seinen Rittern zur Jagd auf. Später begibt sich die Königin in Begleitung ihrer Hofdamen auf einen Spazierritt. Ihr folgt Erec, ein berühmter Ritter der Tafelrunde. Unterwegs treffen sie auf einen bewaffneten Ritter, der ihnen mit seiner Dame und einem Zwerg entgegenreitet. Die Königin schickt ihre Hofdame zu dem Ritter, denn sie möchte ihn und seine Dame kennenlernen. Die höfliche Frage der Hofdame beantwortet der Zwerg mit Hohn und einem Geißelhieb. Daraufhin reitet Erec vor und stellt den Zwerg zur Rede, aber auch ihm verweigert er die Auskunft und versetzt ihm ebenfalls einen Schlag mit der Peitsche.
Erec reitet zurück zur Königin. Sie ist erschüttert über die Demütigung ihrer Hofdame und des Ritter Erec. Erec verzichtet besonnen auf sofortige Rache, die einem Selbstmord gleichgekommen wäre, da er nur sein Schwert mit sich führt, der fremde Ritter jedoch voll gerüstet ist. Er bittet die Königin, ihn zu entlassen, damit er dem Ritter folgen kann.

### Enite
Erec folgt dem Ritter, bis sie an eine Burg gelangen, wo der Ritter als Gast empfangen wird. Erec sucht im Dorf nach einer Unterkunft, aber der Ort ist überfüllt, und er muss sich mit einem bescheidenen Obdach begnügen, das ihm eine verarmte Adelsfamilie gewährt. Die alten Eltern und ihre Tochter Enite bewirten den Gast mit großer Freundlichkeit. Im Gespräch erfährt Erec, dass morgen der Sperberkampf stattfindet. Die teilnehmenden Ritter müssen mit ihrer Freundin kommen und um den Siegpreis kämpfen. Der siegreiche Ritter erhält einen lebenden Sperber für seine Freundin als die schönste der Frauen. Der Ritter, den Erec in die Burg reiten sah, heißt Iders und ist gekommen, um im dritten Jahr den Sperberpreis zu erringen. Bisher erhielt Iders den Preis kampflos, da keiner der anderen Ritter gegen ihn anzutreten wagte.
Erec erklärt Enites Vater, Iders habe ihn beleidigt, und er wolle den Sperberkampf mit ihm aufnehmen. Er bittet ihn um die Hand seiner Tochter, um mit ihr zusammen am Sperberkampf teilzunehmen. Als der Vater erfährt, dass Erec der Sohn eines ihm bekannten Königs ist, gibt er voll Freude sein Einverständnis. Er leiht Erec eine Rüstung, und so zieht dieser am nächsten Tag mit Enite in ihren ärmlichen Kleidern zum Sperberkampf.

### Sperberkampf

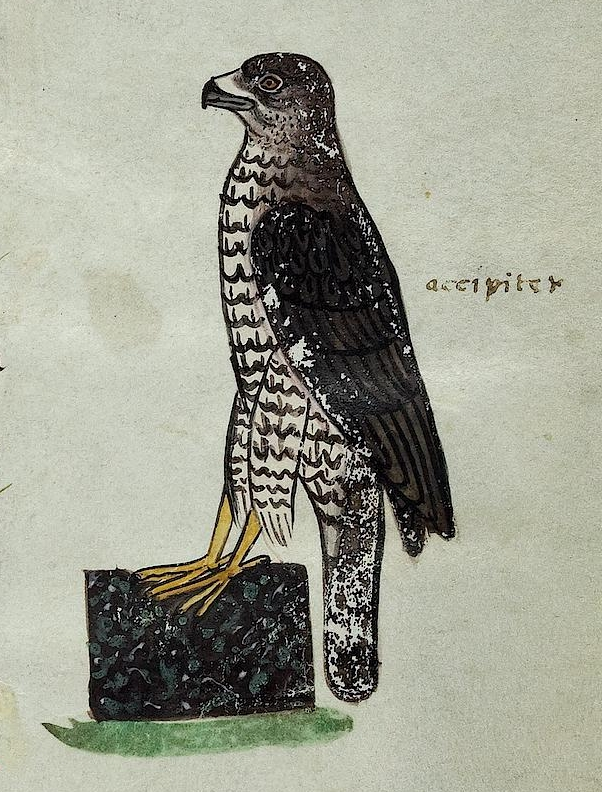
Sperber, aus dem Falkenbuch von Kaiser Friedrich II., 1258–1266.

Auf dem Turnierplatz steht eine silberne Stange mit einem Sperber. Erec reitet zur Sperberstange und fordert Enite auf, den Sperber als Schönheitspreis an sich zu nehmen:
„Herrin, löst die Bänder und nehmt den Sperber auf Eure Hand, denn das ist unbestritten wahr, hier ist niemand schöner als Ihr.“
Als Iders das vernimmt, schmäht er Frau Enite:
„Laßt den Sperber. So leicht wird es Euch nicht gemacht, Frau Habenichts, wo habt Ihr Euren Verstand gelassen? … Das ist hier meine Freundin, der soll er gerechterweise gehören.“
Den Streit der Ritter kann nur der Kampf entscheiden. Enite verfolgt ängstlich und unter Tränen den Kampf ihres Freundes. Im Lanzenstechen stößt Erec Iders vom Pferd. Sie kämpfen mit Schwertern zu Fuß weiter, bis Erec seinen Gegner verwundet und dieser ihn um Gnade bittet. Erec erinnert Iders an die Geißelschmach, die sein Zwerg ihm und der Hofdame der Königin angetan hatte, schenkt ihm aber das Leben unter der Bedingung, dass er die Königin um Verzeihung bittet und sich ihrer Gewalt unterstellt. Iders reitet unverzüglich zum Artushof. Er verkündet Erecs und Enites Ankunft am nächsten Tag und unterwirft sich der Königin, die ihm verzeiht: „Ich will, daß Ihr hierbleibt und zu uns gehört.“ Erecs Sieg wird von der ganzen Gesellschaft noch bis in die Nacht bei seinem künftigen Schwiegervater gefeiert.

### Artuskuss
Am nächsten Tag reitet Erec, wie er es sich ausbedungen hatte, allein mit Enite zum Artushof:
„Als die beiden nun auf das freie Land kamen, blickte Erec sein Mädchen an. Auch sie sah wieder und wieder schüchtern zu ihrem Freund hinüber. Sie tauschten immerzu verliebte Blicke. Ihre Herzen wurden von Liebe erfüllt. Sie gefielen einander sehr, und immer mehr und mehr.“
Am Artushof wird dem Paar ein glänzender Empfang bereitet. Enite, noch in ihren ärmlichen Gewändern, wird von der Königin prächtig neu eingekleidet. König Artus, der den weißen Hirsch erlegt hatte, nimmt sein Recht wahr, sich seinen Kuss zu holen bei der schönsten Jungfrau, als die er Erecs Freundin erkannte – und der ganze Hof mit ihm.

## Nachwirkung
Der Sperberkampf taucht als literarisches Motiv erstmals in Chrétiens „Erec und Enide“ auf und in dem Werk „De amore“ von Andreas Capellanus, der wie Chrétien zeitweise am Hof der Gräfin Marie de Champagne in Troyes lebte, siehe De amore.
Die Werke von Chrétien und Hartmann sowie die Gereint-Erzählung stimmen in der Sperberkampfepisode weitgehend überein. Wolfram von Eschenbach erwähnt in seinem „Parzival“ ausdrücklich Hartmann von Aue, ebenso Erec und Enite, und zitiert das Sperberkampfmotiv, siehe Parzival. Darüber hinaus wird das Sperberkampfmotiv in vielen anderen Werken verwendet.

### De amore
Zwischen 1174 und 1186 verfasste Andreas Capellanus sein dreibändiges lateinisches Traktat „De amore libri tres“ (Drei Bücher von der Liebe). In Kapitel VIII des zweiten Buchs, „De regulis amoris“ (Von den Regeln der Liebe), erzählt er die Geschichte eines Ritters, der die Liebe einer Dame nur erringen kann, wenn er ihr „einen siegreichen Sperber“ bringt, „der am Hof Arthurs auf einer goldenen Stange sitzen soll“. Auf seiner Reise zu König Artus erteilt ihm eine Fee einen guten Rat:
„Den Sperber, den du suchst, kannst du nicht erlangen, wenn du nicht zuerst in Arthurs Palast im Kampf beweist, daß du dich der Liebe einer schöneren Dame erfreust als irgendeiner von denen, die am Hof Arthurs weilen.“
Der Ritter besteht einige gefährliche Abenteuer, und es gelingt ihm, den Sperberhandschuh zu erringen, der ihm als Türöffner für den Palast von König Artus dient. Am Artushof muss er die Schönheit seiner Dame im Kampf mit einem anderen Ritter beweisen. Er besiegt den Ritter und nimmt den Sperber an sich. Dabei entdeckt er an der Sperberstange ein Schriftstück mit den Regeln der Liebe, das der König der Liebe selbst verfasst hat und die Aufforderung enthält, diese Regeln überall zu verkünden. Die Geschichte endet mit der Rückkehr des Ritters zu seiner geliebten Dame, die ihn mit offenen Armen empfängt:
„Diese vergalt auch, da sie seine vollkommene Treue erkannt und den entschlossenen Wagemut desselben klar erfahren hatte, seine Mühen mit ihrer Liebe, veröffentlichte auf einem von ihr einberufenen Hoftag sehr vieler Damen und Ritter die erwähnten Liebesregeln und trug den einzelnen Liebenden unter Strafandrohung von seiten des Königs der Liebe auf, sie streng einzuhalten.“
Andreas Capellanus lebte am Hof der Gräfin Marie de Champagne in Troyes, die auch Förderin von Chrétien de Troyes war. Beide Dichter verwendeten wohl als erste das Motiv des Sperberkampfs in der Literatur. Vielleicht ließen sie sich durch einen Dichterwettbewerb inspirieren, bei dem im 12. Jahrhundert in Südfrankreich in Le Puy-en-Velay der beste Dichter als Preis einen Sperber erhielt.

### Parzival

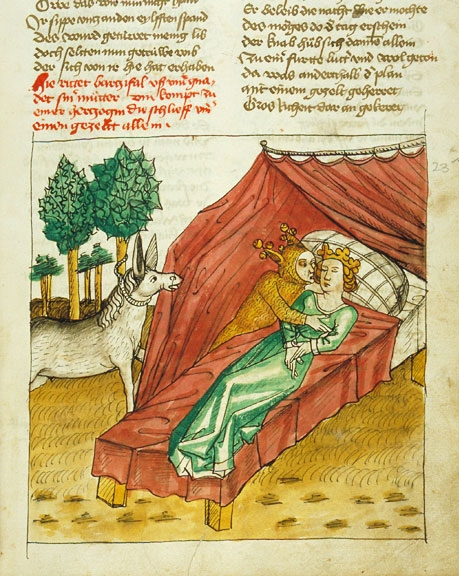
Parzival im Narrenkleid umarmt die Herzogin Jeschute.

In dem Versroman „Parzival“ von Wolfram von Eschenbach, der zwischen 1200 und 1210 entstand, wird ein Sperberkampf erwähnt, bei dem Herzog Orilus im Kampf gegen acht Mitbewerber den Sperberpreis errang.
Auf seiner Reise zum Artushof gelangt der junge törichte Parzival zu einem prächtigen Zelt, in dem die schöne Jeschute schläft, Frau von Herzog Orilus. In wörtlicher Befolgung der Ratschläge seiner Mutter („Zögere nicht lange beim Küssen und schließe sie fest in die Arme“) umarmt und küsst er die Dame. Obwohl sie sich heftig wehrt, entreißt er ihr den Ring und eine Spange. Kurz darauf kommt Jeschutes Ehemann zurück und bemerkt, dass jemand bei seiner Frau war. Er verdächtigt sie der Untreue und erinnert sie an seine Heldentaten:
„Sie haßen mich mit Grunde, die von der Tafelrunde. Ihrer achte stach ich nieder da, wo es manche Jungfrau sah, bei dem Sperber dort zu Kanedig. Ich behielt Euch Preis und mir den Sieg.“

## Sperber als Damenvogel
Dorothea Heinig beschreibt in ihrer Dissertation „Die Jagd im PARZIVAL Wolframs von Eschenbach“ die Bedeutung des Sperbers als Damenvogel:
„Der Sperber gilt allgemein als Damenvogel, weil er kleiner und leichter zu handhaben ist als die größeren Falken. Doch auch die Herren beizen mit Sperbern, und so ist diese Art der Beizjagd besonders angenehm und vergnüglich, da Damen und Herren zusammen beizen. Die Anwesenheit der Damen bedeutet eine sittliche Aufwertung. Die Beizjagd ist für eine Dame, die auf ihren guten Ruf und Ehre bedacht ist, das rechte und angemessene Vergnügen. So hat entsprechend der Sperber (oder genauer, das größere Sperberweibchen, denn dieses wurde hauptsächlich bei der Beizjagd verwendet) eine ganz spezielle Rolle als Bote, als Geschenk einer Dame oder als Symbol des Friedens; Sperber sind Eigentum der Damen und werden von ihnen verschenkt, manchmal wird die Dame auch mit einem Sperber verglichen.“